# Гульська сільська рада
Гульська сільська рада — колишня адміністративно-територіальна одиниця та орган місцевого самоврядування у Новоград-Волинському районі і Новоград-Волинській міській раді Волинської округи, Київської й Житомирської областей Української РСР та України з адміністративним центром у с. Гульськ.

## Населені пункти
Сільській раді були підпорядковані населені пункти:
- с. Гульськ

## Населення
Кількість населення ради, станом на 1923 рік, становила 1 872 особи, кількість дворів — 390.
Відповідно до результатів перепису населення СРСР, кількість населення ради, станом на 12 січня 1989 року, становила 1 064 особи.
Станом на 5 грудня 2001 року, відповідно до перепису населення України, кількість мешканців сільської ради становила 1 360 осіб.

## Склад ради
Рада складалася з 16 депутатів та голови.

## Керівний склад сільської ради
| ПІБ                             | Основні відомості                                                 | Дата обрання | Дата звільнення |
| ------------------------------- | ----------------------------------------------------------------- | ------------ | --------------- |
| Олексійчук Володимир Трохимович | Сільський голова, 1958 року народження, освіта                    | 26.03.2006   | 31.10.2010      |
| Висоцька Анна Фітесівна         | Сільський голова, 1959 року народження, освіта вища, позапартійна | 31.10.2010   |                 |

Примітка: таблиця складена за даними джерела

## Історія
Створена 1923 року в складі с. Гульськ та колонії Любохин Рогачівської волості Новоград-Волинського повіту Волинської губернії. 23 лютого 1924 року, відповідно до рішення Волинської ГАТК № 7/2 «Про зміни меж округів, районів та сільрад», кол. Любохин передано до складу новоствореної Марушівської німецької національної сільської ради Новоград-Волинського району. Станом на 1 жовтня 1941 року на обліку числиться залізнична станція Новоград-Волинський II.
Станом на 1 вересня 1946 року сільська рада входила до складу Новоград-Волинської міської ради Житомирської області, на обліку в раді перебувало с. Гульськ.
На 1 січня 1972 року сільська рада входила до складу Новоград-Волинського району Житомирської області, на обліку в раді перебувало с. Гульськ.
Виключена з облікових даних 17 липня 2020 року. Територію та населені пункти ради, відповідно до розпорядження Кабінету Міністрів України № 711-р від 12 червня 2020 року «Про визначення адміністративних центрів та затвердження територій територіальних громад Житомирської області», включено до складу Стриївської сільської територіальної громади Новоград-Волинського району Житомирської області.
Входила до складу Новоград-Волинського району (7.03.1923 р., 4.06.1958 р.) та Новоград-Волинської міської ради (1.06.1935 р.).